# ハロウィーンタウン4 ウィッチ大学へようこそ
『ハロウィーンタウン4 ウィッチ大学へようこそ』（原題：Return to Halloweentown）は2006年制作のディズニーチャンネルオリジナルムービーとして放送されたテレビ映画.。
『ハロウィーン・タウン』、『ハロウィーンタウン2 カラバーの復讐』、『ハロウィーンタウン3 カーニバルは大騒動』の続編にあたる第4部作でキャストをほぼ新しくし、高校を卒業して大学生になったマーニーについてを描いた作品となっている。

## あらすじ
18歳のマーニーは、元の大学の計画を見ず、ハロウィーンタウンの魔女大学に通うことにする。マーニーは、彼女の善行と前年の彼女の仕事のために完全な奨学金を提供されている。彼女の母グウェンの失望に多くは、マーニーは行き、彼女の兄ディランはしぶしぶ彼女を見守るためにグウェンに追い付けられています。魔女やウォーロックは魔法を使うことができないので、学校は見かけ通りではない。代わりに、彼らはシェイクスピアと古い魔法の歴史について学ぶ。マーニーは自分の魔法の使い方を学ぶと思っていましたが、今は落ち着いている。彼女は彼女の古い友人イーサンに遭遇し、アニーサ・ザ・ジーニー という名前の新しい友人を作ります。彼女はまた、不吉な姉妹の3つの新しい敵を作ります:スカーレット、サファイア、セージ、シラス・シニスターの娘であり、ディランはすぐに夢中になっている悪意のある、非常にスノビー、甘やかされ、整体魔女のトライアド。
マーニーは、彼女が魔法の大学の制限に責任があることを発見します.大学はもともと魔法を使用する方法を学ぶためにウォーロックと魔女のために設立された, そして排他的に魔女やウォーロック.しかし、ハロウィーンタウンと人間の世界の間のポータルがハロウィーンだけでなく永久に開かれたとき、彼らのほとんどは致命的な領域の大学に行く。それ以来、魔女大学は他の魔法の生き物が出席することを許可する。クラスは、彼女が魔法のように彼女の前に現れ、その上に「S.クロムウェル」という名前が刻まれた箱、大学のダンジョン内で発見するまで、マーニーのために退屈です。ただし、ボックスはロックされており、キーは付け付けされていない。マーニーは教授の一人、ミス・ペリウィンクル(ミリセント・マーティン)と会い、説明を求める。ペリウィンクルは、S.がスプレンダーの略であり、彼女と彼女は非常に良い友人だったとマーニーに伝えるだけ。
マーニーとディランは、スプレンドラが何世紀も前に箱に閉じ込められたクロムウェルだけが使用できる魔法の力であるギフトが箱に含まれていることを学びます。一方、不吉な姉妹は、彼が宿題をし、マーニーのための餌として使用するために彼らと一緒にディランの夢中を使用している。
その後、イーサンはマーニーに神秘的なグループについて話し、彼の父親はマーニーを使って箱を開けようとするドミニオンとして知られていましたが、マーニーは彼を信じません。マーニーは後にスプレンダーに会い、謎めいた贈り物の本質について学ぶために過去に旅行します。スプレンダーラは、ギフトは、魔女が使用することを禁じられている力、誰かを制御する力を着用者に与えるお守りであることを説明します。マーニーは、彼女の校長とグロッグ博士がドミニオンにあり、スプレンドラが彼女に贈り物を含む箱の鍵を授けていることに気付きます。スプレンダーはマーニーの祖母アギーであることが明らかにされています。アガサは彼女のミドルネームであり、彼女はスプレン部分部分部分が嫌いなので、彼女は最終的にそれを落としてしまう。マーニーは、ボックスを開くためにキーを持つ現在に戻るが…。

## キャスト・声の出演
- マーニー サラ・パクストン：小笠原亜里沙
- ディラン ジョーイ・ジマーマン：宮野真守
- グエン ジュディス・ホーグ：唐沢潤
- イーサン ルーカス・グラビール：福山潤
- アギー デビー・レイノルズ：吉野佳子

### スタッフ
- 監督：デビッド・ジャクソン
- 脚本：マックス・エンスコ、アニー・デヤング、ジュリエット・ジリオ、キース・ジリオ
- 撮影：デニス・マロニー
- 編集者：マイク・グラント
- プロデューサー：ドン・シェリ
- 音楽：ケネス・ブルゴマスター